# Pasquale Caracciolo
Pour les articles homonymes, voir Caracciolo.
Pasquale Caracciolo ou Pasqual Caracciolo ( floruit 1566–1608) est un noble napolitain de la Renaissance qui a écrit un traité sur les chevaux et l'équitation. Son ouvrage La Gloria del Cavallo a été publié pour la première fois en 1566. 

## Biographie
Pasquale Caracciolo est né à Naples dans une famille noble. Il vécut pendant le règne de Philippe II d'Espagne. Son frère, Don Petraccone, fut le troisième duc de Martina Franca.

## La Gloria del Cavallo
La Gloria del Cavallo est un traité d'environ mille pages  consacré presque entièrement aux chevaux et à l'équitation. Il est publié à Venise chez Gabriel Giolito de Ferrari, et est réédité dès l'année suivante chez le même éditeur. Il fit encore l'objet de cinq autres éditions aux XVIe et XVIIe siècles, dont aucune ne fut traduite en français.
Dans la dédicace qu'il met à ses fils, Carraciolo explique qu'il souhaitait ordonner toutes les connaissances qu'il avait pu collecter sur « ce noble animal » pour lequel il a un vrai penchant, afin qu'elles soient plus facilement consultables. Il n'avait toutefois pas envisagé de les faire publier. Apprenant que des copies manuscrites du document circulaient et que quelqu'un avait l'intention de faire imprimer son travail sans son accord et son contrôle, et sans lui en attribuer la paternité, il décida de publier l'ouvrage.
Caracciolo présente les méthodes d'entraînement des chevaux qu'il juge appropriées, et étudie les relations complexes entre les chevaux et les humains. Il attribue aux chevaux des émotions comparables à celles des hommes. Son propos sur le caractère des chevaux réfère à des exemples tirés de la théorie des humeurs exposée par le médecin grec du IIe siècle Galien de Pergame.
L'ouvrage contient également un chapitre sur les maladies des bovins.
Les premières impressions de cet ouvrage sont remarquables par la qualité de l'impression et du papier, les caractères italiques, les ornementations constituées de bandeaux, de lettrines et de culs-de-lampe gravés sur bois représentatifs de l'inspiration décorative caractérisant la Renaissance italienne.   
Véritable encyclopédie, La gloria del Cavallo offre une remarquable synthèse de la culture équestre de l'époque. Il est composé de dix livres traitant de l'histoire ancienne du cheval et de l'équitation, des chevaux célèbres de l'Antiquité, des qualités et des défauts des équidés, de l'élevage du cheval, des robes et des races, du dressage, de l'art de la cavalerie.   
Le premier livre du traité décrit l'utilité du cheval, ainsi que sa conformité et sa similitude avec les humains. L'auteur, s'appuyant sur les textes des Anciens, affirme que les chevaux partagent avec l'homme le désir de gloire comme le prouvent leurs réactions quand ils gagnent ou perdent une course. Il liste les anecdotes qui témoignent de l'attachement au cheval des personnages historiques célèbres. Dans le deuxième livre, il liste les différents noms donnés aux chevaux par les peuples de par le monde, ainsi que les noms propres et les noms de familles qui font référence aux chevaux. Puis il fait la description des jeux équestres anciens et des tournois. Il décrit les différents types de chevaux et l'origine des chars. Il mentionne l'importance des chevaux dans le transport du courrier et dont le service fut très tôt très efficace. Il rappelle les origines mythiques des chevaux, évoquant Neptune, le mythe des Centaures et celui des Amazones. Le livre se conclut par un rappel des plus fameux cavaliers anciens et modernes, et de leurs dresseurs.   
Le troisième livre commence par une description précise de la morphologie du cheval, de ses qualités et défauts physiques, fournissant ainsi un aperçu intéressant sur les connaissances anatomiques de l'époque. Il insiste sur la nécessité d'avoir une longue expérience pour être capable d'évaluer chaque individu et il propose des critères pour estimer correctement un cheval à l'achat, révélant les ruses utilisées par les marchands pour cacher les imperfections et les vices. Il suggère de faire un examen approfondi de la bouche et des dents, à partir duquel il est possible de s'assurer de l'âge de l'animal et de son état de santé. Il évoque ensuite les caractéristiques spécifiques des mâles et des femelles, ainsi que les critères nécessaires pour obtenir une reproduction correcte. Un appendice est spécifiquement consacré aux mules, qui à cette époque et pendant de nombreux siècles, furent particulièrement appréciées, non seulement pour travailler dans les champs ou pour le transport, mais aussi comme montures. Il conclut par l'usage médical qu'il était fait alors des différentes parties du corps du cheval et de ses humeurs, comme le sang, la salive, la transpiration ou l'urine.   
Le quatrième livre commence par une étude au sujet des robes des chevaux, suivie par une section sur les crins, comment ils se constituent et comment ils se transforment. Il propose une théorie sur la relation entre la robe et les qualités du cheval, théorie qu'il partage avec d'autres auteurs. Il argumente ensuite longuement sur l'influence des étoiles et des planètes sur la nature du cheval, reprenant les théories astrologiques qui étaient populaires à l'époque.  Selon Caracciolo, chacune des sept planètes connues alors, influence une partie spécifique du corps de l'animal. Elles exercent aussi une influence générale sur la complexion de l'animal. Par exemple, la Lune le rendrait flegmatique, mutable et inconstant, goulu, dangereux dans l'eau, indiscipliné et tombant malade facilement, tandis que Vénus donnerait grâce et beauté aux créatures, spécialement à leurs yeux, les rendant aimables, spirituelles, lascives, avec une complexion mesurée quand Vénus est à l'Ouest. L'effet produit par les étoiles évolue en fonction de la position qu'elles ont dans les douze maisons du zodiaque, même si le signe du zodiaque détermine les caractéristiques de l'animal né sous leur influence. Caracciolo conclut cependant que, bien qu'elle soit très puissante, l'influence des étoiles ne peut pas contrecarrer les effets produits par l'homme qui, en fonction de son habileté et des soins qu'il prodigue, peut ruiner le meilleur spécimen aussi bien qu'il peut améliorer et corriger le plus désavantagé. Pour compléter cette description, il analyse les marques des chevaux, comme les taches ou les balzanes qui étaient considérées comme les garanties à certaines aptitudes. Il termine en fournissant un aperçu général de l'influence des conditions géographiques des différents pays où des chevaux sont élevés sur leurs qualités et présente les principales races, principalement celles italiennes et espagnoles.   
Le cinquième livre est spécifiquement consacré à l'art équestre. Il y expose les mêmes règles que celles décrites par les autres auteurs de la Renaissance. Les exercices doivent conjuguer expérience et expertise afin d'évaluer les différents spécimens et d'adapter leur entrainement à leurs aptitudes. Pour lui, il ne fait pas sens d'imposer à un cheval Turc ou Berbère, né pour courir comme le vent, la stricte discipline du manège ou les sauts d'école, tout comme il est absurde d'espérer qu'un joli cheval calme trotte et galope comme un cheval de course. On peut aider la nature avec l'entrainement et la discipline, mais toute idée de la distordre ou de la contraindre est une idée vaine. Pour cette raison, il recommande d'user de délicatesse et rejette tout excès de punitions. Il recommande aussi de débourrer les poulains seulement lorsqu'ils sont suffisamment forts pour supporter cette entreprise. Enfin, il parle longuement des mors et de leur utilisation en fonction des caractéristiques de la bouche du cheval et de ses possibles défauts. Il décrit les différents exercices d'école et souligne les affinités entre l'équitation et la musique, terminant cette description détaillée par l'entrainement du cheval de guerre. Le sixième livre lui est consacré, de l'équipement jusqu'à la sélection des troupes, en passant par la stratégie et les exercices nécessaires pour le garder toujours prêts pour la guerre. Les quatre derniers livres traitent des maladies des chevaux et des soins à leur apporter, à commencer par le grooming et les régimes alimentaires, et en passant par les opérations chirurgicales.

## Publications
- La Gloria del Cavallo (1566). Texte intégral: édition 1566 ; Édition 1567 ; Édition 1608